# Música incidental
Música Incidental é a música que acompanha uma obra teatral, um programa de televisão, um programa de rádio, um videogame e outras formas que não são o princípio musical. O termo "música Incidental" é menos utilizado quando se trata de cinema, pois aí é frequentemente chamado de música cinematográfica ou banda sonora.
A música incidental é com frequência chamada de "música de fundo" e cria um ambiente para a cena. Pode se incluir obras que atraiam um maior interesse do público, e ainda pode ocorrer a necessidade de o/a cantor/cantora as apresentar ao vivo.
O termo também pode ser usado quando uma música possui notas ou acordes que "coincidentemente" se encaixam com a de outra música, permitindo ser cantado trechos das letras simultaneamente, uma sobre a melodia da outra.